# 天国でまた会おう (映画)
『天国でまた会おう』（てんごくでまたあおう、Au revoir là-haut）は2017年のフランスの犯罪コメディ映画。
監督・主演はアルベール・デュポンテル、出演は他にナウエル・ペレス・ビスカヤールとロラン・ラフィットなど。
フランス文学界で最も権威のあるゴンクール賞を受賞したピエール・ルメートルの同名小説を原作とし、ルメートルと監督のデュポンテルが共同で脚本を執筆した作品で、第一次世界大戦で心身に深い傷を負った2人の元兵士が、自分たち帰還兵を冷遇する国を相手に詐欺犯罪を企てる姿を描いている。
第43回セザール賞で13部門にノミネートされ、監督賞など計5部門で受賞している。

## ストーリー
1920年11月のモロッコ。詐欺容疑で逮捕され、憲兵隊支部に連行されたアルベールは、戦友で共犯者のエドゥアールとのこれまでの経緯を語り始める。
第一次世界大戦終結の2日前となる1918年11月9日の百十三高地。アルベールらの上官であるプラデル中尉は、休戦を阻止し、何としてでも戦争を続けようと、若手のテリウーと最年長のグリゾニエを最前線の偵察に送り出し、背後から撃ち殺すと、それをドイツ軍による狙撃と見せかけ、強引に戦闘を再開させる。激しい戦闘の中、プラデルの犯行に気づいたアルベールはプラデルに殺されそうになるが、そこで爆風により、地中に埋められてしまう。そんなアルベールをエドゥアールが救出するが、爆風により吹き飛ばされたエドゥアールは顔の下半分を失う大怪我を負う。命の恩人であるエドゥアールをアルベールは必死に看病するが、生きる気力をなくしたエドゥアールは、幼い頃から自分に対して冷淡な父親の待つ裕福な実家に帰ることを拒む。アルベールはエドゥアールの願いを聞き入れて彼を戦死したことにし、身寄りのない戦死者であるウジェーヌ・ラリヴィエールになりすまさせると、エドゥアールの実家に彼の遺したデッサン帳とともに手紙を送る。
1919年11月のパリ。アルベールは恋人セシルに捨てられ、銀行にも復職できず、貧しい暮らしを強いられていたが、帰る家のないエドゥアールを引き取ると、彼のためにモルヒネを傷痍兵から奪い取るなどして、献身的に世話していた。一方、プラデルは戦没者の埋葬で違法な商売をして大金を稼ぐだけでなく、エドゥアールの姉マドレーヌと結婚していた。
ある日、戦没者に対しては追悼記念碑を建てる一方で、自分たちのような戦傷者を冷遇している社会に不満を抱いたエドゥアールは、自らの絵の才能を使った記念碑建立詐欺を計画する。初めは反対していたアルベールだったが、自らの不遇を思い知らされると、詐欺計画に加わることになる。詐欺はうまくいき、大金を手に入れたアルベールらは、エドゥアールと意思の疎通ができる孤児の少女ルイーズを里親に金を払って引き取り、モロッコに逃亡する準備を進める。
一方、エドゥアールの父マルセルは戦没者追悼記念碑建立の費用を負担するのでデザインを公募するよう区長に命じていた。集まったデザイン画の中にエドゥアールの印を見つけたマルセルは、そのデザインを選んで金を振り込む。しかし、デザイナーであるジュール・デプルモンが実在しない人物であり、詐欺であることがわかると、女婿のプラデルに不正の隠蔽を条件に密かにデプルモンを見つけるように命じる。プラデルはデプルモンがウジェーヌ・ラリヴィエールの名前でホテル・リュテシアに宿泊し、24時間後にチェックアウトする予定であることを突き止め、マルセルに報告する。
モロッコに向かう準備をしていたアルベールは、プラデルと決着をつけようと、彼の仕事現場で銃口を向ける。ところが、足を滑らせたプラデルが穴に落下し、そのまま生き埋めにされてしまう。慌てて逃げ出したアルベールはリヨン駅近くの部屋でエドゥアールを待ったが、彼が来ることはなかった。
リュテシアで最後の夜を過ごしていたエドゥアールをマルセルが訪ねる。エドゥアールは仮面で顔を隠していたが、全てを悟っていたマルセルは気付かぬふりをして息子エドゥアールに対する自らのこれまでの過ちを詫び、息子への愛を語る。エドゥアールは涙を浮かべてマルセルと抱き合う。そしてマルセルに「アリガトウ」と一言だけ告げると、マルセルの目の前でバルコニーから身を投げる。
アルベールが全てを語り終えると、憲兵は部下たちを部屋から出し、アルベールが逃げられるようにする。不思議がるアルベールに憲兵は自分がプラデルに殺された若い兵士テリウーの父親であることを明かす。アルベールは、ルイーズと、エドゥアールの実家のメイドで恋仲となっていたポリーヌの3人で手を取り合って旅立つ。

## キャスト
- アルベール・マイヤール: アルベール・デュポンテル - 銀行の簿記係。小心者。
- エドゥアール・ペリクール: ナウエル・ペレス・ビスカヤール - 良家の御曹司で芸術家。顔に大怪我を負う。
- プラデル中尉: ロラン・ラフィット（フランス語版） - アルベールとエドゥアールの上官。
- マルセル・ペリクール: ニエル・アレストリュプ - エドゥアールの父。
- マドレーヌ・ペリクール: エミリー・ドゥケンヌ - エドゥアールの姉。
- ポリーヌ: メラニー・ティエリー - ペリクール家のメイド。
- ルイーズ: エロイーズ・バルステ - エドゥアールと意思の疎通ができる孤児の少女。
- 市長: ジル・ガストン＝ドレフュス（フランス語版）
- 区長: フィリップ・ウシャン（フランス語版） - パリ8区の区長。
- 憲兵: アンドレ・マルコン（フランス語版） - 逮捕されたアルベールを尋問する憲兵。
- ジョゼフ・メルラン: ミシェル・ヴュイエルモーズ（フランス語版） - 堅物の役人。
- デュプレ: キヤン・コジャンディ（フランス語版） - プラデルの部下。

## 製作
製作開始の1年前にマイヤール役はブーリ・ランネールに決まっていたが、撮影開始の2ヶ月前になって疲労を理由に降板、最終的に監督であるデュポンテルが演じることになった。

## 作品の評価

### 映画批評家によるレビュー
Rotten Tomatoesによれば、17件の評論のうち高評価は94%にあたる16件で、平均点は10点満点中7.3点となっている。
アロシネによれば、フランスの37のメディアによる評価の平均点は5点満点中3.9点である。

### 受賞歴
| 賞         | 部門           | 対象者                                                                          | 結果       |
| ---------- | -------------- | ------------------------------------------------------------------------------- | ---------- |
| セザール賞 | 作品賞         | カトリーヌ・ボゾルガン アルベール・デュポンテル                                 | ノミネート |
| セザール賞 | 監督賞         | アルベール・デュポンテル                                                        | 受賞       |
| セザール賞 | 主演男優賞     | アルベール・デュポンテル                                                        | ノミネート |
| セザール賞 | 助演男優賞     | ニエル・アレストリュプ                                                          | ノミネート |
| セザール賞 | 助演男優賞     | ロラン・ラフィット                                                              | ノミネート |
| セザール賞 | 助演女優賞     | メラニー・ティエリー                                                            | ノミネート |
| セザール賞 | 脚色賞         | アルベール・デュポンテル ピエール・ルメートル                                   | 受賞       |
| セザール賞 | 美術賞         | ピエール・ケフラン                                                              | 受賞       |
| セザール賞 | 衣裳デザイン賞 | ミミ・レンピツカ                                                                | 受賞       |
| セザール賞 | 撮影賞         | ヴァンサン・マティアス                                                          | 受賞       |
| セザール賞 | 編集賞         | クリストフ・ピネル                                                              | ノミネート |
| セザール賞 | 音響賞         | ジャン・ミノンド グルワル・コック＝ガラス シリル・オルツ ダミアン・ラッゼリーニ | ノミネート |
| セザール賞 | 作曲賞         | クリストフ・ジュリアン                                                          | ノミネート |